# 北方藍灰蟻鵙
是蚁鵙科蚁鵙属的一种。西蓝灰蚁鵙、玻利维亚蚁鵙、高原蚁鵙和索瑞蚁鵙曾是该物种的亚种。
蓝灰蚁鵙可在巴西、委内瑞拉和圭亚那所在的南美洲东北部发现。常栖息于海拔较低的森林（通常会避免茂密潮湿的森林）和疏林。

## 外部連結
- 维基共享资源上的相關多媒體資源：北方藍灰蟻鵙
- 維基物種上的相關：北方藍灰蟻鵙